# Cryptocarya gregsonii
Cryptocarya gregsonii är en lagerväxtart som beskrevs av Joseph Henry Maiden. Cryptocarya gregsonii ingår i släktet Cryptocarya och familjen lagerväxter. Inga underarter finns listade i Catalogue of Life.